# Leonhard-Wagner-Realschule
Die Leonhard-Wagner-Realschule (kurz LWRS) ist eine Realschule im bayerischen Schwabmünchen. Sie ist nach dem Kalligraphen Leonhard Wagner benannt. Die Schule war früher Bestandteil einer Gesamtschule und ist seit dem 31. Juli 1993 wieder selbständig.

## Geschichte
1958 wurde in Schwabmünchen eine staatliche Mittelschule für Mädchen errichtet. Vier Jahre später durften auch Jungen die Mittelstufe der Schule besuchen. Im Jahr 1968 wurde mit der Planung zum Bau einer Realschule begonnen. Die Gesamtschule in Schwabmünchen wurde 1971 eröffnet, darin wurde die Realschule eingerichtet. Mit der Fertigstellung der beiden Dreifachturnhallen war 1975 der Bau der Gesamtschule abgeschlossen. Die Gesamtschule wurde zum 31. Juli 1993 aufgelöst, und die Realschule wurde wieder selbständig. Der Landkreis übernahm 1997 die Sachaufwandsträgerschaft und begann ein Jahr später mit Sanierungsarbeiten. Im neuen Jahrtausend bezog die Schule den neuen Realschulbereich im Schulzentrum. 2002 wurde die Realschule Schwabmünchen sechsstufig. Der letzte vierstufige Jahrgang verließ 2007 die Schule.
Im Jahr 2004 sorgte der damalige Schulleiter bundesweit für Aufsehen, weil er übergroße T-Shirts an zu knapp bekleidete Schülerinnen verteilen ließ. Seiner Argumentation zufolge hatte die knappe Bekleidung andere – vor allem männliche Mitschüler – vom Unterricht abgelenkt.

## Bildungsmöglichkeiten
Die LWRS bietet vier Möglichkeiten der schulischen Laufbahn, welche man von der siebten bis zur zehnten Klasse einschlagen kann:
- Mathematisch-technischer Zweig: Schwerpunkte sind hier die naturwissenschaftlichen Fächer, die jeweils ein Jahr früher als bei den anderen Zweigen gelehrt werden (Physik 7. Klasse, Chemie 8. Klasse), sowie ein umfangreicheres Mathematikbuch. Fächer der Abschlussprüfung: Deutsch, Englisch, Mathematik und Physik.

- Wirtschaftlicher Zweig, Fächer der Abschlussprüfung: Deutsch, Englisch, Mathematik und BwR (Betriebswirtschaftslehre/Rechnungswesen).

- Sprachlicher Zweig, Fächer der Abschlussprüfung: Deutsch, Englisch, Mathematik und Französisch.

- Sozialer Zweig, Fächer der Abschlussprüfung: Deutsch, Englisch, Mathematik und Sozialwesen.

## Besondere Fächer
Im Bereich der Wahlpflichtfächer werden naturwissenschaftliche, technische und musische Fächer angeboten. Außerdem gibt es Wahlkurse wie Schulchor, Big Band, Theater-Gruppe, den Schulzirkus „Lewazi“ auch Robotik, eine PC-Gruppe, Veranstaltungstechnik und einen Schulsanitätsdienst.

## Auszeichnungen
Seit 2015 ist die Schule auf verschiedenen Ebenen ausgezeichnet worden.

### Umweltengagement
Die LWRS wurde 2016 als eine von 20 und 2017 als eine von nur 17 Schulen in ganz Deutschland mit dem Titel „Ressourcenschule“ der Verbraucherzentrale NRW ausgezeichnet.
2020 erhielt sie vom Landkreis Augsburg im Rahmen des Pädagogischen Energieeinsparprojekts des Landkreises die höchstdotierte Auszeichnung für ihre vielfältigen und langjährigen Aktivitäten im Umweltschutz.

### Schülerzeitung
Die Schülerzeitung „480 Grad“ der LWRS wurde seit 2017 mehrfach in verschiedenen Kategorien als beste Schülerzeitung des bayerischen Regierungsbezirks Schwaben ausgezeichnet.
2019 erhielt sie den Sonderpreis Digitale Medien des Schülerzeitungs-Wettbewerbs „Blattmacher“ von Süddeutscher Zeitung und bayerischem Kultusministerium.

### Robotik
Bei der Bayerischen Robotik-Meisterschaft wurde das Team der LWRS 2022 Bayerischer Meister der Jahrgangsstufen 5–8. Zuvor hatte ein Team der LWRS bereits die schwäbische Meisterschaft für sich entscheiden können.